# Persone di nome Valeria
| Questa pagina contiene informazioni ricavate automaticamente dalle voci biografiche con l'ausilio del template Bio e di un bot. L'aggiornamento è periodico e automatico e ricostruisce completamente la pagina. Se manca una persona in questa lista, sei pregato di non aggiungerla, ma accertati piuttosto che la sua voce biografica contenga il template Bio e che i dati anagrafici siano correttamente compilati. Se il template Bio manca, inseriscilo tu stesso o, in alternativa, metti l'avviso {{tmp\|Bio}} che ne segnala la mancanza. Se i dati riportati sono sbagliati, correggi direttamente la voce biografica; le modifiche saranno visibili in questa lista entro pochi giorni. Per chiarimenti vedi il progetto antroponimi. La lista contiene solo le 99 persone che sono citate nell'enciclopedia e per le quali è stato implementato correttamente il template Bio. Pagina aggiornata al 6 giu 2025. |

Questa è una lista di persone presenti nell'enciclopedia che hanno il nome Valeria, suddivise per attività principale.

## Attrici(18)
- Valeria Baroni, attrice e cantante argentina (Buenos Aires, n. 1989)
- Valeria Bilello, attrice, conduttrice televisiva e modella italiana (Sciacca, n. 1982)
- Valeria Bruni Tedeschi, attrice, regista e sceneggiatrice italiana (Torino, n. 1964)
- Valeria Cavalli, attrice e modella italiana (Torino, n. 1959)
- Valeria Ciangottini, attrice italiana (Roma, n. 1945)
- Valeria D'Obici, attrice italiana (Lerici, n. 1952)
- Valeria De Franciscis, attrice italiana (Roma, n. 1915 - Roma, † 2014)
- Valeria Fabrizi, attrice e cantante italiana (Verona, n. 1936)
- Valeria Gagealov, attrice e doppiatrice rumena (Galați, n. 1931 - Bucarest, † 2021)
- Valeria Golino, attrice, regista e ex modella italiana (Napoli, n. 1965)
- Valeria Milillo, attrice e regista italiana (Milano, n. 1966)
- Valeria Moriconi, attrice e doppiatrice italiana (Jesi, n. 1931 - Jesi, † 2005)
- Valeria Morosini, attrice italiana (Fano, n. 1974)
- Valeria Sabel, attrice italiana (Filandari, n. 1928 - Roma, † 2009)
- Valeria Solarino, attrice italiana (Barcelona, n. 1978)
- Valeria Vaiano, attrice italiana (Nusco, n. 1969)
- Valeria Valeri, attrice e doppiatrice italiana (Roma, n. 1921 - Roma, † 2019)
- Valeria Vereau, attrice spagnola (Lima, n. 1986)

## Calciatrici(5)
- Valeria Fodri, calciatrice italiana (n. 1990)
- Valeria Kleiner, ex calciatrice tedesca (Lindau, n. 1991)
- Valeria Magrini, calciatrice italiana (Montegranaro, n. 1985)
- Valeria Monterubbiano, calciatrice italiana (Fermo, n. 1996)
- Valeria Pirone, calciatrice italiana (Torre del Greco, n. 1988)

## Canottiere(1)
- Valeria Răcilă, ex canottiera romena (Stulpicani, n. 1957)

## Cantanti(4)
- Valeria Gastaldi, cantante e attrice argentina (Buenos Aires, n. 1981)
- Valeria Mongardini, cantante e attrice italiana (Roma, n. 1951)
- Valeria Visconti, cantante italiana (Urbino, n. 1970)
- Wanani, cantante e attrice cubana (n. 1938)

## Cantautrici(2)
- Valeria Rossi, cantautrice italiana (Tripoli, n. 1969)
- Valeria Vaglio, cantautrice italiana (Bari, n. 1980)

## Cestiste(8)
- Valeria Battisodo, cestista italiana (Pesaro, n. 1988)
- Valeria De Pretto, cestista italiana (Schio, n. 1991)
- Valeria Grignano, ex cestista italiana (Erice, n. 1985)
- Valeria Montella, ex cestista italiana (Pollena Trocchia, n. 1981)
- Valeria Puglisi, ex cestista e allenatrice di pallacanestro italiana (Acireale, n. 1978)
- Valeria Trucco, cestista italiana (Torino, n. 1999)
- Val Whiting, ex cestista statunitense (South Orange, n. 1972)
- Valeria Zanoli, cestista italiana (Quistello, n. 1984)

## Cicliste su strada(1)
- Valeria Cappellotto, ciclista su strada italiana (Noventa Vicentina, n. 1970 - Marano Vicentino, † 2015)

## Comiche(1)
- Valeria Graci, comica, attrice e conduttrice televisiva italiana (Milano, n. 1980)

## Doppiatrici(2)
- Valeria Perilli, doppiatrice, annunciatrice televisiva e attrice italiana (Roma, n. 1954)
- Valeria Vidali, doppiatrice e direttrice del doppiaggio italiana (Roma, n. 1974)

## Drammaturghe(1)
- Valeria Miani, drammaturga italiana (Padova, n. 1563 - † 1620)

## Ginnaste(1)
- Valeria Schiavi, ex ginnasta italiana (San Benedetto del Tronto, n. 1995)

## Giocatrici di curling(1)
- Valeria Spälty, giocatrice di curling svizzera (Glarona, n. 1983)

## Giornaliste(4)
- Valeria Alinovi, giornalista e scrittrice italiana (Napoli, n. 1957)
- Valeria Ciardiello, giornalista, conduttrice televisiva e attrice italiana (Milano, n. 1977)
- Valeria Montaldi, giornalista e scrittrice italiana (Milano, n. 1949)
- Valeria Palermi, giornalista italiana (Pescara, n. 1960)

## Hockeiste su ghiaccio(1)
- Valeria Molin Pradel, ex hockeista su ghiaccio italiana (Bolzano, n. 1979)

## Imperatrici(1)
- Valeria Messalina, imperatrice romana (Roma, n. 25 - Roma, † 48)

## Judoka(1)
- Valeria Ferrari, judoka italiana (Verona, n. 1993)

## Letterate(1)
- Valeria Blais, letterata italiana (Subiaco, n. 1899 - Roma, † 1999)

## Linguiste(1)
- Valeria Della Valle, linguista e italianista italiana (Roma, n. 1944)

## Lunghiste(2)
- Valeria Canella, lunghista italiana (Torino, n. 1982)
- Valeria Quispe, lunghista e triplista boliviana (Tarija, n. 1997)

## Maratonete(1)
- Valeria Straneo, maratoneta italiana (Alessandria, n. 1976)

## Modelle(5)
- Valeria Bystritskaya, modella tedesca (Mosca, n. 1986)
- Valeria Mazza, supermodella e conduttrice televisiva argentina (Rosario, n. 1972)
- Valeria Piazza, modella peruviana (Lima, n. 1989)
- Valeria Rees, modella costaricana (Heredia, n. 1993)
- Lera Abova, modella e attrice russa (Slavgorod, n. 1992)

## Nobildonne(1)
- Valeria Messalla, nobildonna romana (Roma)

## Nuotatrici(2)
- Valeria Casprini, ex nuotatrice e triatleta italiana (Firenze, n. 1976)
- Valeria Parra Telegina, nuotatrice artistica spagnola (n. 2005)

## Ostacoliste(1)
- Valeria Bufanu, ex ostacolista e lunghista rumena (Bacău, n. 1946)

## Pallanuotiste(1)
- Valeria Mariagrazia Palmieri, pallanuotista italiana (Aci Catena, n. 1993)

## Pallavoliste(8)
- Valeria Alberti, ex pallavolista italiana (Novara, n. 1984)
- Valeria Battista, pallavolista italiana (Legnano, n. 2001)
- Valeria Caracuta, pallavolista italiana (San Pietro Vernotico, n. 1987)
- Valeria González, pallavolista portoricana (n. 1988)
- Valeria León, pallavolista portoricana (Ponce, n. 1995)
- Valeria Papa, pallavolista italiana (Genova, n. 1989)
- Valeria Rosso, pallavolista italiana (Biella, n. 1981)
- Valeria Santos, pallavolista portoricana (n. 1998)

## Pilote di rally(1)
- Valeria Strada, copilota di rally italiana (Forlì, n. 1970)

## Pittrici(1)
- Valeria Ciaffi, pittrice e scultrice italiana (Montelupone, n. 1924 - Macerata, † 2010)

## Poetesse(1)
- Valeria Rossella, poetessa italiana (Torino, n. 1953)

## Politiche(7)
- Valeria Alessandrini, politica italiana (Terni, n. 1975)
- Valeria Cardinali, politica italiana (Perugia, n. 1967)
- Valeria Ciavatta, politica sammarinese (Borgo Maggiore, n. 1959)
- Valeria Fedeli, politica e sindacalista italiana (Treviglio, n. 1949)
- Valeria Mancinelli, politica italiana (Ancona, n. 1955)
- Valeria Sudano, politica italiana (Catania, n. 1975)
- Valeria Valente, politica italiana (Napoli, n. 1976)

## Psicologhe(1)
- Valeria Ugazio, psicologa italiana (Novara, n. 1949)

## Rugbiste a 15(1)
- Valeria Fedrighi, rugbista a 15 italiana (Negrar, n. 1992)

## Sciatrici nautiche(1)
- Valeria Bruschi, sciatrice nautica italiana (n. 1970)

## Scrittrici(4)
- Valeria Benatti, scrittrice, conduttrice radiofonica e conduttrice televisiva italiana (Bosco Chiesanuova, n. 1961)
- Valeria Di Napoli, scrittrice e sceneggiatrice italiana (Foggia, n. 1981)
- Valeria Luiselli, scrittrice e saggista messicana (Città del Messico, n. 1983)
- Valeria Parrella, scrittrice, drammaturga e giornalista italiana (Torre del Greco, n. 1974)

## Showgirl(1)
- Valeria Marini, showgirl, attrice e imprenditrice italiana (Roma, n. 1967)

## Siepiste(1)
- Valeria Roffino, siepista e mezzofondista italiana (Biella, n. 1990)

## Sindacaliste(1)
- Valeria Cittadin, sindacalista e politica italiana (Rovigo, n. 1965)

## Soprani(1)
- Valeria Esposito, soprano italiano (Napoli, n. 1961)

## Surfiste(1)
- Valeria Patriarca, surfista italiana (Roma, n. 1997)

## Senza attività specificata(2)
- Valeria Massimilla, romana
- Valerie Plame, ex agente segreto statunitense (Anchorage, n. 1963)